# 7062 Meslier
7062 Meslier este un asteroid din centura principală de asteroizi.

## Descriere
7062 Meslier este un asteroid din centura principală de asteroizi. A fost descoperit pe 6 august 1991 la Observatorul La Silla de Eric Walter Elst. El prezintă o orbită caracterizată de o semiaxă mare de 3,09 ua, o excentricitate de 0,20 și o înclinație de 17,2° în raport cu ecliptica.